# Eupithecia immensa
Eupithecia immensa là một loài bướm đêm trong họ Geometridae.